# ラサネ・バングラ
ラス・バングラことアラサーヌ・バングラ（Alhassane Bangoura, 1992年3月30日 - ）は、ギニア・コナクリ出身の元同国代表サッカー選手。PAEハニア所属。ポジションはフォワード。

## 経歴
2010年からスペインのラージョ・バジェカーノのユースチームに所属し、25試合で23ゴールを記録した。2011年にトップチーム昇格し、3月27日、セグンダ・ディビシオンのレアル・ベティス戦でプロデビューを果たした。
2015年1月7日、グラナダCFに期限付き移籍した。
2016年2月1日、リーグ・アンのスタッド・ランスにシーズン終了までのローンで加入した。
2020年1月31日、CDルーゴへレンタル移籍した。

## 代表歴
ギニア代表としてアフリカ U-17選手権2009に出場した。2011年にはわずか19歳で、ギニアA代表に招集されている。